# Drepanoneura tennesseni
Drepanoneura tennesseni – gatunek ważki z rodziny łątkowatych (Coenagrionidae). Na razie znany jedynie z Ekwadoru, gdzie stwierdzono go w prowincjach Napo, Orellana, Sucumbíos i Pastaza.